# Pohled odnikud
V mediální a žurnalistické etice se termínem pohled odnikud (view from nowhere) označuje teorie o možných negativních dopadech neutrality ve zpravodajství, kdy novináři dezinformují své publikum tím, že vytvářejí dojem stejné správnosti a platnosti protichůdných stran sporu, ačkoliv se pravdivost či nepravdivost tvrzení těchto stran vzájemně vylučují a jsou ověřitelné pečlivým badatelem. Mediální kritik a profesor žurnalistiky Jay Rosen je propagátorem tohoto termínu a významným kritikem takové praxe. Rosen si tento termín vypůjčil z knihy filozofa Thomase Nagela The View from Nowhere z roku 1986.
Spisovatel Elias Isquith v článku pro Salon tvrdí, že "pohled odnikud nejenže vede k nedbalému myšlení, ale ve skutečnosti zanechává čtenáře méně informovaného, než kdyby si prostě přečetl ideologický zdroj nebo dokonce v některých případech vůbec nic".

## Společné nelogické vzorce charakterizují zprávy s pohledem odnikud
Novinář, který ze souboru pravdivých faktů vyloučí relevantní informace, lže opomenutím. Kdyby totiž publikum mělo k dispozici všechny chybějící údaje, dospělo by k jinému závěru. Novinář, který usiluje o neutralitu, také nemusí ze souboru faktů o příběhu vyloučit populární a/nebo rozšířená nepravdivá tvrzení. Novinář může selhat v konfrontaci s předsudky a nesprávným konvenčním myšlením svého publika, protože zapomíná na existenci čtenářů či diváků, neanalyzuje své publikum a nezabývá se jeho předsudky.
Jay Rosen naznačil, že zpravodajství s pohledem odnikud si osloví někteří novináři se slabým charakterem, kteří si nechtějí žádnou stranu jakkoli rozhněvat, protože jim chybí potřebná osobní odvaha postavit se nesprávným názorům.

### Matematická negramotnost
Novináři, kteří trpí matematickou negramotností, mohou být také zdrojem zpráv o pohledu odnikud nikam. Když zdroj poskytne statistické údaje na podporu svých tvrzení a novinář není schopen posoudit, zda jsou čísla věrohodná, může nekriticky předat nepravdivé informace, místo aby oznámil, že zdroj poskytl nesprávné údaje.

### Autocenzura
Novinář, který ví nebo má podezření, že jeho šéfové, stanice a/nebo televize jsou zaujatí, může provádět autocenzuru. Tím se u jinak poctivého novináře, který chce chránit své zaměstnání, vytvoří pohled odnikud.

### Zvláštní přístup ke zdrojům
Politici nebo jiné zdroje, které mají prospěch z novinářského pohledu odnikud, poskytují větší přístup novinářům, kteří prosazují pohled odnikud. Tím vytlačují ostatní novináře, což pak vede k dezinformaci veřejnosti a špatné veřejné politice, která škodí všem. Tato zpětná vazba vytváří začarovaný kruh špatné žurnalistiky v politice a špatných politiků ve funkcích.

### "On řekl, ona řekla"
Charakteristický vzorec novinářského pohledu odnikud má podobu "A řekl X, B řekl Y", kde X a Y jsou vzájemně se vylučující tvrzení a Y je absurdní, a pak příběh bez komentáře končí. Novinář neodmítne Y ani neprovede další šetření, které by osvětlilo, k jakému závěru by dospěli rozumní pozorovatelé v publiku, kdyby byli schopni reportáž sami zpracovat.
Novináři, kteří se dívají odnikud, jsou proto často obviňováni, že se chovají jako stenografové, a ne jako novináři. Stejně jako stenografové totiž pouze opakují, co se jim řekne, včetně zjevných lží od známých lhářů se zjevným střetem zájmů. Lži a lháři mohou být publiku prezentováni, jako by měli stejnou důvěryhodnost jako všechna ostatní čestná tvrzení jiných lidí.

### Hněv ze všech stran není ukazatelem vyváženosti, spravedlnosti nebo pravdy
Novinářské zdroje se často snaží obhájit tvrzením: "Obě strany jsou na nás naštvané, proto je naše zpravodajství spravedlivé, vyvážené a korektní." To je nelogické, protože vyrovnanost rozhněvaných stran nemá žádný vliv na pravdivost či nepravdivost zprávy, "spravedlnost" nebo objektivní "vyváženost", zejména když je vyváženost pravdy stoprocentně vychýlena ve prospěch pouze jedné strany.

### Dobrý reportér se vyhýbá pohledu odnikud, pak trpí obvinění ze "zaujatosti"
Poškozené strany, jejichž tvrzení jsou nesprávná, často obviňují ze "zaujatosti" novináře, který zastává pravdivé stanovisko. Naivní posluchači si pletou "úhel pohledu" se "zaujatostí", zejména pokud je pro ně pravda nežádoucí. Každý člověk musí mít svůj úhel pohledu. Dobrý novinář si bude vědom své vlastní perspektivy a sdělí ji publiku, pokud je relevantní, a podnikne kroky, aby se přizpůsobil svým známým slepým uličkám. Obvinění ze zaujatosti však znamená, že novinář slepě nebo záměrně upravil příběh tak, aby změnil závěr, který by si publikum mělo z reportáže vyvodit.

## Zmírnění dopadů
Připustíme-li, že všichni novináři musí mít určité předsudky, neznamená to, že se neutralita všech příběhů stane objektivním a poctivým rámcem pro všechny příběhy. Neutralita je rozumná pouze v situacích, kdy fakta podporují tento středový postoj. Dobrý novinář se na začátku příběhu vypořádá s vlastní předpojatostí. Ne každá novinářova zaujatost je tak velká nebo relevantní pro každý příběh, aby významným způsobem změnila zpravodajství, což by vedlo publikum k nesprávným představám o tématu.

### Informovanost publika
Poučení veřejnosti, aby si na tento problém dávala pozor ve zpravodajství, chrání některé z nich před jeho negativními dopady.

### Informovanost redakce
Zpravodajské zdroje mohou před tímto efektem ochránit celé své publikum, pokud všechny reportáže prověřují redaktoři, kteří u všech reportáží používají kontrolní seznam kvality. Ten by měl zahrnovat posouzení falešné neutrality zkresleného zpravodajství s pohledem odnikud.

### Transparentnost
Dobrý novinář podniká kroky k tomu, aby se jeho pohled na věc nestal zaujatým a nezměnil fakta nebo analýzu významu příběhu. S tímto bojem se zaujatosti v příběhu by se také měl podělit s publikem. Publikum se pak může samo rozhodnout, zda bylo učiněno dost pro zmírnění zaujatosti, pokud to vůbec bylo relevantní.